# Radar Kadafi
O projecto Radar Kadafi foi uma banda de música pop portuguesa, que surgiu no ano de 1984, em Lisboa.
A formação original era constituída por Luís Gravato nas vozes, Tiago Faden no baixo, Fernando Pereira na guitarra, Luís Sampaio nos teclados, Guli (Francisco Aires Mateus) na bateria e José Bruno no saxofone. Foi uma banda que surgiu nos Olivais em 1984 sob o impulso deste grupo de vizinhos adolescentes, que se encontravam à noite no café.

## Discografia
- Prima Donna (LP, Polygram, 1987)
- Eu Sei Que Não Sou Sincero/Quando Tango Tango (Single, Polygram, 1987)

### Compilações
- O Melhor de 2 - Mler Ife Dada/Radar Kadafi (Compilação, Universal, 2001)

### Colectâneas
- Música Moderna Portuguesa 2º Volume (1986) - La Maquina